# Finale di Heineken Cup 1999-2000
La finale di Heineken Cup 1999-2000 fu la gara di assegnazione del titolo di campione della 5ª edizione della massima competizione europea per club di rugby a 15.
Si tenne il 27 maggio 2000 allo stadio di Twickenham di Londra tra due club alla prima esperienza di gara per il titolo, l'irlandese Munster e l'inglese Northampton, che si aggiudicò il torneo di stretta misura vincendo per un solo punto, 9-8.
Per la prima volta nella storia della competizione la gara si tenne a maggio, a termine stagione, e non più tra la fine di gennaio e l'inizio di febbraio.

## Il percorso dei club finalisti

### Munster
La franchise irlandese primeggiò in un girone che comprendeva Saracens, Pontypridd e la finalista dell'edizione precedente Colomiers.
L'apertura del torneo di Muster fu una vittoria contro il club gallese per 32-10, cui fece seguito un'affermazione esterna a Londra contro Saracens; Munster corsaro pure in Francia per 15-31 e, successivamente, aggiudicatario del primo posto matematico con la vittoria su Colomiers nella gara di ritorno per 23-5 e sui Saracens per 31-30; ininfluente la sconfitta in Galles a Pontypridd per 36-38.
Nel proprio quarto di finale Munster incontrò in casa lo Stade français; gli irlandesi ebbero la meglio sui parigini per 27-10 e, a seguire, sconfissero in semifinale a Bordeaux un'altra rappresentante d'Oltremanica, il Tolosa, con il punteggio di 31-25.

### Northampton
Northampton terminò il proprio girone con lo stesso punteggio di Munster: nei primi due impegni conseguì un successo interno contro Neath per 21-12 e una sconfitta in Francia a Grenoble per 18-20, cui fecero seguito quattro vittorie consecutive contro Edimburgo (all'andata in casa 32-8 e al ritorno in Scozia 47-8), Grenoble nel ritorno 27-16 e Neath 39-23 in Galles.
Il quarto di finale di Northampton fu un derby inglese contro London Wasps, vinto 25-22 al termine di un incontro equilibrato e teso e risolto solo nei minuti finali; di analoga misura, 31-28, anche la vittoria in semifinale contro i gallesi di Llanelli, ottenuta al pari della precedente con un calcio di punizione realizzato quasi allo scadere del tempo di gioco.

## La finale
La finale di Twickenham, prima volta dello stadio londinese come sede della gara d'assegnazione della coppa d'Europa, fu anche la prima senza club francesi a contendere il titolo; il confronto si svolse soprattutto a livello di prime linee, contesa nella quale, a detta dello stesso tallonatore di Munster Keith Wood, gli inglesi furono più efficaci.
Seppure fu di Munster l'unica meta dell'incontro (di David Wallace, per il momentaneo vantaggio irlandese per 8-3), Northampton riuscì a impedire il gioco al largo degli irlandesi, concedendo loro solo quattro calci piazzati che, tuttavia, Ronan O'Gara sbagliò; dopo avere chiuso il primo tempo sotto di soli due punti 6-8, nella ripresa un piazzato di Paul Grayson dopo solo 8 minuti fu sufficiente a Northampton per sopravanzare Muster di un punto, dal momento che non vi furono più marcature per i successivi 32 minuti fino al fischio finale.
Grazie a tale vittoria Northampton si aggiudicò la sua prima coppa d'Europa e portò l'Inghilterra a raggiungere la Francia in testa al palmarès con due vittorie per parte.

## Tabellino dell'incontro
| Arbitro: | Joël Dumé |

| |              | |
| | mt           | 32’ D. Wallace |
| Grayson 2’, 38’, 48’ | c.p.         | |
| | drop         | 15’ Holland |
| · Grayson · Moir · Bateman · Allen · Cohen · Hepher · 74’ Malone · Pagel · Méndez · 68’ M. Stewart · 71’ Newman · Rodber · Mackinnon · Lam · Poutney | Formazioni   | · D. Crotty 80+3’ · Kelly · Mullins · Holland · A. Horgan · O’Gara · Stringer · Clohessy · K. Wood · Hayes · Galwey · Langford · Halvey · A. Foley · D. Wallace |
| · 68’ Scelzo · 71’ Fillis · 74’ Brannall | Sostituzioni | · K. Keane 80+3’ |
| John Steele | Allenatori   | Declan Kidney |